# ワンナップ英会話
ワンナップ英会話（わんなっぷえいかいわ）は、ジェイ・マックス株式会社が運営する英会話学校である。

## 概要
ワンナップ英会話は、2010年7月に銀座校、2011年3月には恵比寿校をオープン。恵比寿校オープンと同時に本社も恵比寿へ移転。2013年3月には日本橋八重洲校をオープンし、2014年7月には6校目となる横浜校をオープンした。
また、スクールのレッスンだけでなく年に多数のイベントや英国風パブでの英会話も行っている。2008年3月14日、株式会社ハブとのコラボレーション企画”Feel　English!”が株式市場新聞に掲載。この他、2008年5月24日、日本テレビ系列のニュース番組「NNN Newsリアルタイム」、2013年8月28日には日本経済新聞、2014年1月14日発売の日経キャリアマガジン、2015年8月30日発売の朝日ウィークリーにも取り上げられている。
2014年2月には東京メトロとのコラボレーション企画、“One Day ENGLISH”を実施。
この他、2015年10月より宣伝会議の監修により開講される“マーケティングクリエイティブ英語実践コース”の語学協力として、講座や教材の開発を行う。
2019年3月には新サービスの短期集中コーチングプログラムを開始。TOEIC900点以上のコーチが2名専属でつき、3ヶ月間自宅学習の進捗管理や習慣化のサポートをする。
2020年3月には、ワンナップ英会話の生徒・元生徒を対象とした月額会費制のオンラインコミュニティ「ToneUP」をリリース。
2020年4月にはオンラインレッスンを開始。
著書に2019年5月出版の「新社会人の英語」と2020年4月出版の「場面別・職種別ビジネス英語フレーズ3200」がある。

### システム
自由予約制で当日予約が可能である。また、土日祝日も開講している。（校舎による）

### 特色
ワンナップ英会話は、生徒一人一人のレベルや目標・目的に合わせたオーダーメイドカリキュラムが特徴のマンツーマン専門スクール。オリジナルの教材を使用する。12回のレッスンごとにレベルチェックを行い、そのフィードバックと共にカリキュラムの見直しをするのも特徴。
また、顧客満足を追及する事を一つの考えとしてスクール運営をしている。同社の修了者アンケートの結果により、毎年顧客満足度を集計している。

### 著書
・「新社会人の英語」（2019年5月）
・「場面別・職種別ビジネス英語フレーズ3200」（2020年4月）

### 校舎
新宿・品川・銀座・恵比寿・横浜

## レッスン
マンツーマンレッスン（1対1）。1レッスンは50分。経験豊かな日本人アドバイザー（TOEIC平均900点台）と一緒に、一人ひとりに合わせたレッスンプランを決めることができる。日常英会話・旅行英会話・ビジネス英語・時事英語・発音・文法など、興味のあるものや苦手なものをヒアリングした上でカリキュラムを作成していく。毎回講師を選ぶことも可能。オンラインでの受講も可能。

## 法人サービス
無料で締結できる法人提携割引制度から社員研修や講師派遣まで様々な法人向けサービスがある。
- スクール通学型　法人提携割引制度
- 集合研修型　学習支援
- 社内受講型　講師派遣
- 新入社員研修

## その他のサービス
校舎でのマンツーマンレッスンの他に、日本人講師による英語講座を2011年より開催。5文型、前置詞、時制の他、スピーキングの講座を不定期に開催。在籍生徒だけではなくビジターの参加も可能。
また、レッスンの他に短期集中コーチングプログラムも実施している。